# Johann Heinrich von Olfers
Johann Heinrich Olfers, ab 1803 von Olfers (* 22. Mai 1791 in Münster; † 22. Dezember 1855 ebenda) war Bankier und Oberbürgermeister von Münster.

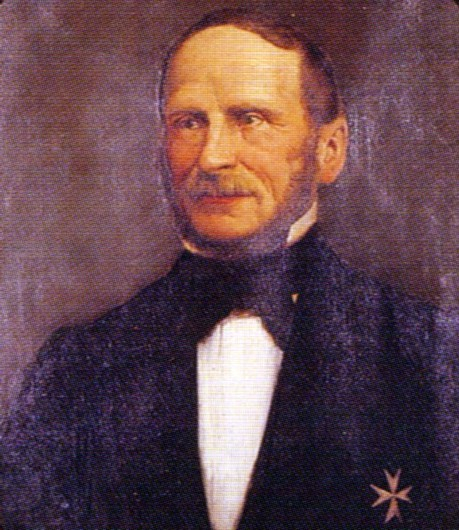
Johann Heinrich von Olfers (Lithographie von August Dirks)

## Herkunft
Er war der Sohn des fürstbischöflich-münsteraner Hofrats und Bankiers Franz Theodor Olfers (7. Jun. 1755 – 10. Okt. 1828), späterer königlich preußischer Geheimer Legationsrat, und der Marie Elisabeth von Lindenkampf (1763–1848). Der Vater wurde am 27. August 1803 in Wien in den Reichsadelsstand erhoben mit preußischer Adelsanerkennung in Berlin am 25. Mai 1804, Benedikt von Olfers (1800–1876) und Ignaz von Olfers (1793–1872) waren seine Brüder.

## Leben
Der studierte Jurist übernahm das Bank- und Wechselgeschäft seines Schwagers am Prinzipalmarkt und führte es als „Bankhaus Lindenkampf & Olfers“ weiter. Sohn Franz Theodor wurde später sein Erbe und Nachfolger als Bankier.
Im Jahr 1830 erwarb Johann Heinrich von Olfers landwirtschaftliche Güter und ließ Haus Hohenfeld bauen. Er gehörte zu den reichsten Bewohnern Münsters. Olfers zahlte 1850 den Spitzensteuersatz von 296 Talern.
Er gehörte 1835 zu den maßgeblichen Gründern und zum Vorstand der Kaufmannvereinigung von Münster. Der Verein trat auch kommunalpolitisch als Interessenvertretung der Kaufmannschaft auf. Darüber hinaus vertrat er gemäßigt bürgerliche Reformvorstellungen.  Auch dem Civilclub, einer weiteren Schnittstelle der Kommunalpolitik, gehörte er an. Er war über die Stadt hinaus einer der einflussreichsten Politiker Westfalens in der Mitte des 19. Jahrhunderts. Er war Mitglied des Provinziallandtages der Provinz Westfalen. Als solcher gehörte er 1847 und 1848 dem Ersten bzw. Zweiten Vereinigten Landtag an.
In der Stadt Münster war er ab 1827 zunächst Beigeordneter und ab 1836 Magistratsrat. Nach dem Tod des Oberbürgermeisters Münstermann war er Interimsbürgermeister. Bei der Neuwahl 1842 unterlag er Johann Hermann Hüffer. Während und nach der Revolution von 1848/49 war er Gegner des liberal-demokratischen Lagers. Nach dem Rücktritt Hüffers 1848 wurde er erneut Interimsbürgermeister. Während das liberal-demokratische Lager keinen geeigneten Kandidaten aufweisen konnten, wurde Olfers von den Anhängern einer konstitutionellen Monarchie und dem katholischen Verein unterstützt. Er verhinderte 1850 trotz Mehrheit in der Stadtverordnetenversammlung die Ernennung der demokratischen Symbolfigur Benedikt Waldeck zum Ehrenbürger von Münster.
Im Jahr 1850 wurde er zum regulären Oberbürgermeister gewählt. Damit verbunden war der Sitz im preußischen Herrenhaus. In der recht kurzen Amtszeit als Oberbürgermeister konnte er kaum eigene Akzente setzen. Für ihn war das Verwaltungshandeln wichtiger als konzeptionelles Handeln. Immerhin konnte in seiner Zeit 1851, die schon zuvor initiierte  Realschule eröffnet werden und 1854 wurde die Gasanstalt errichtet.
Im Jahr 1817 ist er als Freimaurer der Großen National-Mutterloge „Zu den drei Weltkugeln“ erwähnt.

## Familie
Olfers heiratete Bernhardina Theissing (* 22. März 1794; † 29. Juli 1851). Das Paar hatte mehrere Kinder:
- Elisabeth (* 13. Juli 1820; † 28. Mai 1843)
- Franz Theodor (* 2. November 1823; † 29. Januar 1887) ⚭ Bertha Essingh (* 1. Dezember 1821; † 1898)[13]